# Medåkers socken
Medåkers socken i Västmanland ingick i Åkerbo härad, ingår sedan 1971 i Arboga kommun och motsvarar från 2016 Medåkers distrikt
Socknens areal är 62,17 kvadratkilometer, varav 61,68 land. År 2000 fanns här 699 invånare. Tätorten och kyrkbyn Medåker med sockenkyrkan Medåkers kyrka ligger i socknen

## Administrativ historik
Medåkers socken har medeltida ursprung.
Vid kommunreformen 1862 övergick socknens ansvar för de kyrkliga frågorna till Medåkers församling och för de borgerliga frågorna till Medåkers landskommun. Landskommunens utökades 1952 och upplöstes 1971 då detta område uppgick i Arboga kommun. Församlingen uppgick 2006 i Arbogabygdens församling.
1 januari 2016 inrättades distriktet Medåker, med samma omfattning som församlingen hade 1999/2000.
Socknen har tillhört fögderier, tingslag och domsagor enligt vad som beskrivs i artikeln Åkerbo härad.  De indelta soldaterna tillhörde Västmanlands regemente, Strömsholms och Kungsörs kompanier, Livregementets grenadjärkår, Kungsörs kompani och Livregementets husarkår, Arboga skvadron.

## Geografi
Medåkers socken ligger nordväst om Arboga. Socknen är en slättbygd omgiven i norr av småkuperad skogsbygd.
I byn Garlinge på gården Skatberget finns en långsmal grotta som benämns "Lasse-Maja grottan" detta kommer sig av att två pojkar år 1984 hittade ett par malmljusstakar som troligen härrör från en stöld som Lasse-Maja begått. Denna grotta har fått en entré i form av en grottgång som också tjänar som evenemangslokal.

## Fornlämningar
Från järnåldern finns spridda gravar och sju gravfält.

## Namnet
Namnet (1347 Midhaker) innehåller förleden mid-, 'mellan-, i mitten befintlig' och efterleden åker. Namnet antas åsyftat en central samlingsplats i häradet.

## Befolkningsutveckling
| Befolkningsutvecklingen i Medåkers socken 1750–1990                                                     | Befolkningsutvecklingen i Medåkers socken 1750–1990 | Befolkningsutvecklingen i Medåkers socken 1750–1990 | Befolkningsutvecklingen i Medåkers socken 1750–1990 | Befolkningsutvecklingen i Medåkers socken 1750–1990 |
| --- | --------------------------------------------------- | --------------------------------------------------- | --------------------------------------------------- | --------------------------------------------------- |
| |                                                     |                                                     |                                                     |                                                     |
| År |                                                     |                                                     | Folkmängd                                           |                                                     |
| 1750 | 1750                                                |                                                     | 762                                                 |                                                     |
| 1760 | 1760                                                |                                                     | 797                                                 |                                                     |
| 1769 | 1769                                                |                                                     | 867                                                 |                                                     |
| 1780 | 1780                                                |                                                     | 872                                                 |                                                     |
| 1790 | 1790                                                |                                                     | 911                                                 |                                                     |
| 1810 | 1810                                                |                                                     | 874                                                 |                                                     |
| 1820 | 1820                                                |                                                     | 941                                                 |                                                     |
| 1830 | 1830                                                |                                                     | 1 024                                               |                                                     |
| 1840 | 1840                                                |                                                     | 1 055                                               |                                                     |
| 1850 | 1850                                                |                                                     | 1 153                                               |                                                     |
| 1860 | 1860                                                |                                                     | 1 216                                               |                                                     |
| 1870 | 1870                                                |                                                     | 1 231                                               |                                                     |
| 1880 | 1880                                                |                                                     | 1 349                                               |                                                     |
| 1890 | 1890                                                |                                                     | 1 352                                               |                                                     |
| 1900 | 1900                                                |                                                     | 1 333                                               |                                                     |
| 1910 | 1910                                                |                                                     | 1 235                                               |                                                     |
| 1920 | 1920                                                |                                                     | 1 225                                               |                                                     |
| 1930 | 1930                                                |                                                     | 1 082                                               |                                                     |
| 1940 | 1940                                                |                                                     | 893                                                 |                                                     |
| 1950 | 1950                                                |                                                     | 680                                                 |                                                     |
| 1960 | 1960                                                |                                                     | 622                                                 |                                                     |
| 1970 | 1970                                                |                                                     | 604                                                 |                                                     |
| 1980 | 1980                                                |                                                     | 653                                                 |                                                     |
| 1990 | 1990                                                |                                                     | 734                                                 |                                                     |
| Anm: Källor: Umeå universitet - Tabellverket 1749-1859, Demografiska databasen, CEDAR, Umeå universitet |                                                     |                                                     |                                                     |                                                     |